# Hesperesta
Hesperesta é um gênero de traça pertencente à família Agonoxenidae.